# 피터 L. 버거
피터 루트비히 버거(Peter Ludwig Berger, 1929년 3월 17일 ~ 2017년 6월 27일)는 오스트리아에서 태어난 미국인 종교사회학자이며, 지식 사회학, 종교 사회학, 현대화로 저명하며, 그리고 사회 이론에 이론적 공헌을 하였다. 루터파 신학자로 토마스 루크만과 함께 쓴 《실재의 사회적 구성(Social Construction of Reality, 1966)》으로 유명하다. 이 책은 지식 사회학 안에서 가장 영향력있는 책가운데 하나로 인정받고 있으며 사회 구성주의(socaial constructionism)의 발전 속에서 핵심적인 역할을 하였다. 사회 구성주의란 사회구성원들이 만든 실재가 어떻게 만들어지고 구성되며 반영되는지를 탐구하는 것이다.

## 생애
버거는 오스트리아 빈에서 태어나 제2차 세계 대전 직후에 미국으로 이주하였다. 1949년에 왜그너 대학교에서 학사 졸업하였다. 이후 뉴욕의 사회연구 뉴 스쿨(New School for Social Research)에서 수학하였다. (1950년 석사, 1954년 박사)
1955년과 1956년에 그는 독일 바트 볼의 복음 학회(Evangelische Akademie)에서 일하였다. 1956년에서 1958년까지는 노스 캐롤라이나 대학교 조교수로, 1958년에서 1963년까지는 하트포드 신학교에서 부교수를 지냈다. 이후 보스턴 칼리지와 러트거스 대학교의 사회연구 뉴 스쿨에서 교수로 재직하였다. 1981년부터 버거는 보스턴 대학교에서 사회학 및 신학 교수로 재직하며, 1985년부터는 경제 문화 연구소(Institute for the Study of Economic Culture) 이사를 맡고 있는데, 이 기관은 후에 문화, 종교 및 국제 사안 연구소(Institute on Culture, Religion and World Affairs)로 개편되었다.
또한 피터 버거는 <의심에 대한 옹호>라는 책을 적었다. 종교와 종교에 대한 믿음, 그리고 사회적인 의심을 통찰적으로 해석한 책으로 종교의 쇠퇴에 대해 다루고 있다.

## 저서
- Facing up to Modernity: Excursions in Society, Politics and Religion (New York:Basic Books, 1977) 피터 버거는 현대 학자들이 두 가지의 사회적 극단, 소위 개인주의와 국가주의를 피하기 위한 중재단계의 구조를 제공하는 데 실패했다고 주장했다. 그 중재하는 단체들은 바로 가족, 이웃단체들, 청소년 클럽, 서비스 그룹, 교회, 회당등의 인격을 형성하는 곳이며, 바로 이런 곳에 관심을 집중시켜야 한다고 주장했다. (140쪽)